# Selma (film)

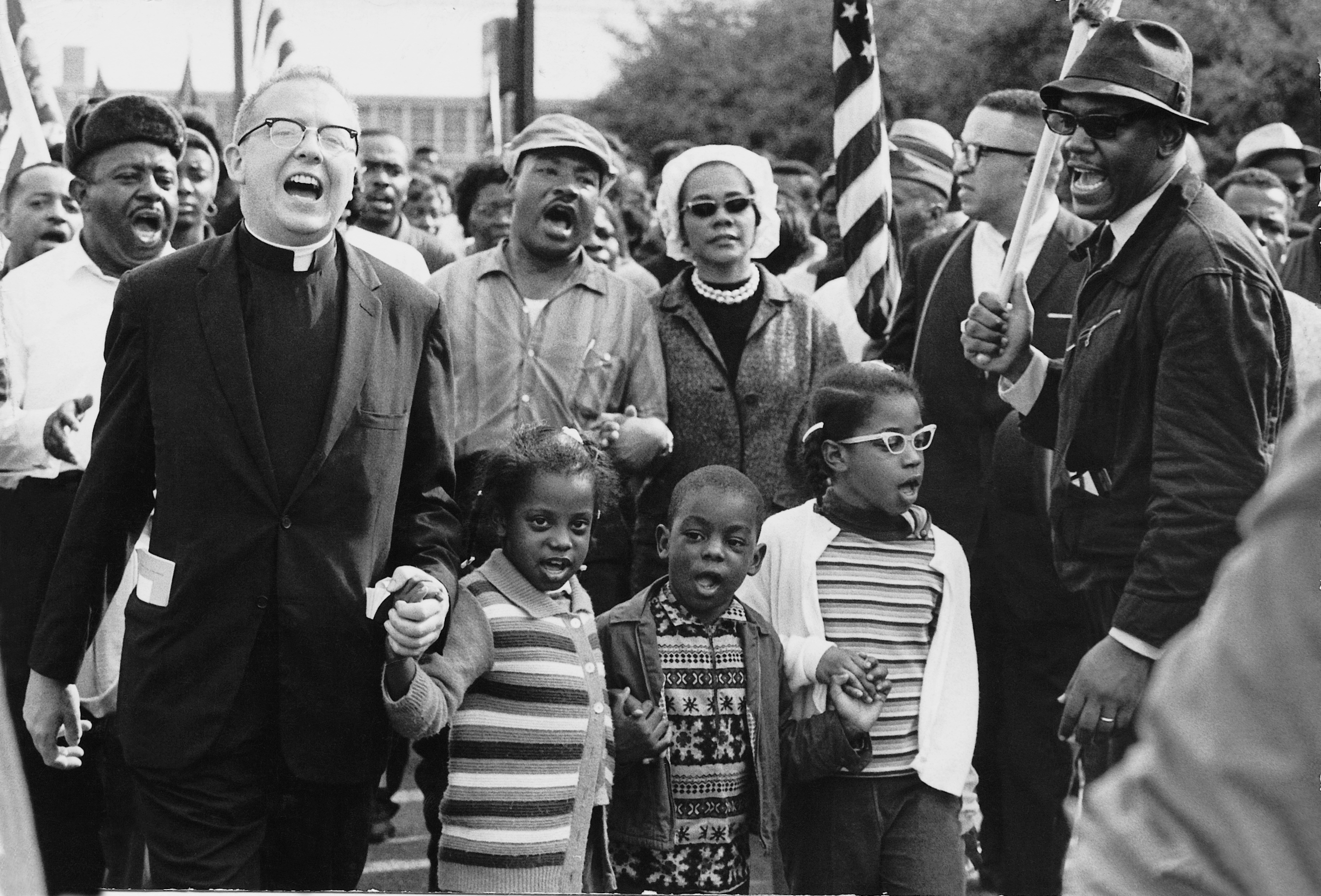
Bild från marschen 1965 med Martin Luther King och Coretta Scott King i mitten.

Selma är en amerikansk dramafilm från 2014 i regi av Ava DuVernay. Filmen är skriven av Paul Webb och skildrar marscherna för medborgarrätt som gick från Selma till Montgomery i Alabama 1965. Marscherna leddes av  James Bevel, Hosea Williams, Martin Luther King och John Lewis. I filmens huvudroll finns David Oyelowo som Martin Luther King.
Vid Oscarsgalan 2015 nominerades Selma i kategorierna Bästa film och Bästa sång. Vid Golden Globe-galan 2015 vann den pris för låten "Glory" som framfördes av Common och John Legend. Även vid Oscarsgalan 2015 belönades låten med priset i kategorin Bästa sång.

## Rollista
- David Oyelowo – Martin Luther King
- Tom Wilkinson – Lyndon B. Johnson
- Tim Roth – George Wallace
- Common – James Bevel
- Carmen Ejogo – Coretta Scott King
- Lorraine Toussaint – Amelia Boynton Robinson
- Oprah Winfrey – Annie Lee Cooper
- Cuba Gooding, Jr. – Fred Gray
- Niecy Nash – Richie Jean Jackson
- Colman Domingo – Ralph Abernathy
- Giovanni Ribisi – Lee C. White
- Alessandro Nivola – John Doar
- Keith Stanfield – Jimmie Lee Jackson
- Andre Holland – Andrew Young
- Tessa Thompson – Diane Nash
- Wendell Pierce – Hosea Williams
- Omar Dorsey – James Orange
- Ledisi – Mahalia Jackson
- Trai Byers – James Forman
- Stephan James – John Lewis
- Kent Faulcon – Sullivan Jackson
- John Lavelle – Roy Reed
- Jeremy Strong – James Reeb
- Dylan Baker – J. Edgar Hoover
- Nigel Thatch – Malcolm X
- Charity Jordan – Viola Lee Jackson
- Haviland Stillwell – Johnsons sekreterare
- Tara Ochs – Viola Liuzzo
- Martin Sheen – Frank Minis Johnson
- Michael Shikany – Archbishop Iakovos
- Michael Papajohn – Major John Cloud
- Stephen Root – Al Lingo
- Stan Houston – Sheriff Jim Clark
- E. Roger Mitchell – Frederick D. Reese

## Utmärkelser
| Utmärkelse    | Kategori                        | Mottagare                                                        | Resultat  |
| ------------- | ------------------------------- | ---------------------------------------------------------------- | --------- |
| Oscar         | Bästa sång                      | "Glory" – John Legend och Common                                 | Vann      |
| Oscar         | Bästa film                      | Christian Colson, Oprah Winfrey, Dede Gardner och Jeremy Kleiner | Nominerad |
| Golden Globes | Bästa sång                      | "Glory" – John Legend och Common                                 | Vann      |
| Golden Globes | Bästa film – drama              | Selma                                                            | Nominerad |
| Golden Globes | Bästa regi                      | Ava DuVernay                                                     | Nominerad |
| Golden Globes | Bästa manliga huvudroll – drama | David Oyelowo                                                    | Nominerad |